# وقاية عصبية

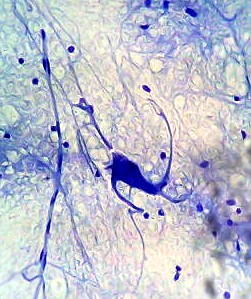
خلية عصبية تحت المجهر الضوئي

يشير مصطلح الوقاية العصبية إلى المحافظة النسبية على البنية و/ أو الوظيفة العصبية. وفي حالة الأذية المستمرة (أذية عصبية تنكسية)، يصف المصطلح انخفاض معدل فقدان الخلايا العصبية بمرور الوقت؛ الأمر الذي يمكن التعبير عنه بمعادلة تفاضلية. خضعت عوامل الوقاية العصبية لبحث موسع باعتبارها أحد الخيارات العلاجية المستخدمة في العديد من اضطرابات الجهاز العصبي المركزي، كالأمراض التنكسية العصبية والحوادث الوعائية الدماغية وإصابات الدماغ الرضية وإصابات النخاع الشوكي، وفي التدبير الحاد لاستهلاك السموم العصبية (كتناول جرعات مفرطة من الميثامفيتامين). تهدف الوقاية العصبية إلى منع تطور المرض والأذيات الثانوية أو إبطاؤه عن طريق إيقاف عملية خسارة الخلايا العصبية أو إبطائها. تختلف أعراض اضطرابات الجهاز العصبي المركزي والأذيات المرتبطة بها، ومع ذلك، تتشابه العديد من الآليات المسببة للتنكس العصبي. تتضمن الآليات الشائعة لإصابة الخلايا العصبية ما يلي: انخفاض توصيل الأكسجين والجلوكوز إلى الدماغ ونضوب الطاقة وارتفاع مستويات الإجهاد التأكسدي واضطراب وظائف المتقدرة والتحفيز الزائد والتغيرات الالتهابية وتراكم الحديد وتكدس البروتين. من بين هذه الآليات، تستهدف العلاجات الوقائية العصبية عادةً الإجهاد التأكسدي والتحفيز الزائد، وكلاهما مرتبط بشدة باضطرابات الجهاز العصبي المركزي. يحفز الإجهاد التأكسدي والتحفيز الزائد موت الخلايا العصبية، ويقدم اجتماعهما تأثيرات تآزرية تسبب أذية عصبية أشد من الأذية المشاهدة في كل واحد على حدة. ولهذا السبب، يمثل الحد من التحفيز الزائد والإجهاد التأكسدي جانب مهم للغاية من جوانب الوقاية العصبية. تتضمن العلاجات الوقائية العصبية الشائعة مضادات الغلوتامات ومضادات الأكسدة، اللاتي تهدفن إلى الحد من التحفيز الزائد والإجهاد التأكسدي على التوالي.

## الإجهاد التأكسدي
ترتفع مستويات الإجهاد التأكسدي جزئيًا نتيجةً للالتهاب العصبي، وهو أحد الأجزاء المعروفة الناجمة عن نقص تروية الدماغ والعديد من الأمراض التنكسية العصبية، مثل مرض باركنسون ومرض آلزهايمر والتصلب الجانبي الضموري. تشكل المستويات المتزايدة من الإجهاد التأكسدي أحد أهداف العلاجات العصبية الوقائية، نظرًا لدورها المهم في إحداث الموت الخلوي المبرمج. قد يسبب الإجهاد التأكسدي موت الخلايا العصبية مباشرةً أو سلسلة الأحداث التي تؤدي إلى اختلال تطوي البروتين أو اضطراب وظيفة الجسيمات البروتينية أو خلل عمل المتقدرات أو تنشيط الخلايا الدبقية. يرتبط تفعيل ذلك بزيادة الأذية العصبية؛ إذ يحفز كل حدث من الأحداث آنفة الذكر الموت الخلوي المبرمج. يمكن الوقاية من ذلك عبر تقليل العلاجات العصبية الوقائية من الإجهاد التأكسدي.

### مضادات الأكسدة
تعتبر مضادات الأكسدة العلاج الأساسي المستخدم للتحكم في مستويات الإجهاد التأكسدي. تستهدف مضادات الأكسدة مركبات الأكسجين التفاعلية المسببة للتلف العصبي. لا تعتمد فعالية مضادات الأكسدة في الحد من التلف العصبي على المرض فحسب، بل تعتمد أيضًا على الجنس والعرق والعمر. سنذكر أدناه مضادات الأكسدة التي أثبتت فعاليتها في تقليل مستويات الإجهاد التأكسدي في مرض واحد على الأقل من أمراض التنكس العصبي:
- أسيتيل سيستئين: يستهدف مجموعة متنوعة من العوامل المرتبطة بالفيزيولوجيا المرضية للعديد من الاضطرابات العصبية والنفسية كالنقل الغلوتاماتي والجلوتاثيون المضاد للأكسدة والمغذيات العصبية والموت الخلوي المبرمج ووظيفة المتقدرة والمسارات الالتهابية.[11]
- كروسين: مركب مشتق من الزعفران أثبت فعاليته كمضاد أكسدة عصبي قوي.[12]
- الإستروجين: أثبت المركبان 17 ألفا إستراديول و17 بيتا إستراديول فعاليتهما المضادة للأكسدة، ويبدو أنهما يملكان مستقبل واعد. يشكل 17 ألفا إستراديول الأيزومر الفراغي غير الإستروجيني لمركب 17 بيتا إستراديول. تعتبر فعالية 17 ألفا إستراديول مهمة لأنها تبين اعتماد الآلية على وجود مجموعة هيدروكسيل محددة، وعدم ارتباطها بتفعيل المستقبلات الإستروجينية. بالاعتماد على ذلك، يستطيع الباحثون تطوير مضادات أكسدة بسلاسل جانبية ضخمة لا ترتبط بالمستقبلات وتمتلك خصائص مضادة للأكسدة.[13]
- زيت السمك: يحتوي على أحماض أوميغا 3 الدهنية المتعددة غير المشبعة المعروفة بتخفيفها للإجهاد التأكسدي وخلل المتقدرات الوظيفي. يعتبر من العلاجات الوقائية الواعدة، ويخضع حاليًا للعديد من الأبحاث التي تدرس تأثيره على الأمراض التنكسية العصبية.[14]
- مينوسيكلين: هو تتراسيكلين شبه اصطناعي قادر على عبور الحاجز الدموي الدماغي. يعرف المينوسكلين بدوره كأحد مضادات الأكسدة القوية ومضادات الالتهاب واسعة الطيف. أثبت المركب فعاليته كعلاج وقائي عصبي في داء هنتنغتون ومرض باركنسون وآلزهايمر والتصلب الجانبي الضموري.[15]
- البيرولوكينولين كينون: كمضاد للأكسدة، يوفر هذا المركب أشكال متعددة من الوقاية العصبية.[16]
- ريسفيراترول: يمنع الريسفيراترول الإجهاد التأكسدي عن طريق تخفيف السمية الخلوية التي يسببها بيروكسيد الهيدروجين والتراكم داخل الخلوي لمركبات الأكسجين التفاعلية. أثبت الريسفيراترول امتلاكه تأثيرات وقائية في العديد من الاضطرابات العصبية، كمرض آلزهايمر وباركنسون والتصلب المتعدد والتصلب الجانبي الضموري ونقص التروية الدماغية.[17]
- الفينبوسيتين: يوفر الفينبوسيتين تأثيرات وقائية عصبية في نقص تروية الدماغ عن طريق تأثيره على قنوات الكاتيون ومستقبلات الغلوتامات والمسارات الأخرى.[18] قد يساهم انخفاض الدوبامين الناتج عن الفينبوسيتين في تأثيره الوقائي من الضرر التأكسدي، خاصةً في البنى الغنية بالدوبامين.[19] وباعتباره أحد مضادات الالتهاب الفريدة، قد يفيد الفينبوسيتين في علاج الأمراض الالتهابية العصبية.[15] يزيد هذا المركب من تدفق الدم إلى الدماغ ويحسن من تزويد خلاياه بالأكسجين.[17]
- رباعي هيدرو كانابينول: يحمل 9- دلتا رباعي هيدرو الكانابينول تأثيرات وقائية عصبية ومضادة للأكسدة عن طريق تثبيط السمية العصبية المتواسطة بمستقبلات ن-مثيل-د-أسبارتات في عينات الخلايا العصبية المعرضة لمستويات سامة من الغلوتامات.[20]
- فيتامين هـ: تختلف الاستجابة التي يقدمها فيتامين هـ كمضاد أكسدة باختلاف المرض العصبي التنكسي المعالج. تشاهد أعلى مستويات الفعالية في مرض آلزهايمر، ولكن تأثيره في علاج التصلب الجانبي الضموري ما يزال موضع للنقاش. أظهر التحليل التلوي الذي شمل 135967 مشارك وجود علاقة كبيرة بين جرعة فيتامين هـ والوفيات الناجمة عن جميع الأسباب. ارتبطت جرعات تساوي 400 وحدة دولية أو أكثر في اليوم بزيادة الوفيات الناجمة عن جميع الأسباب. ومع ذلك، لوحظ انخفاض معدل الوفيات الناجمة عن جميع الأسباب عند استخدام جرعات أقل، وتساوي الجرعة العلاجية المثلى 150 وحدة دولية في اليوم. لا يعتبر فيتامين هـ من المركبات الفعالة في الوقاية العصبية من مرض باركنسون.[21] Vitamin E is ineffective for neuroprotection in Parkinson's disease.[4][5]

## المنبهات
قد تؤدي منبهات مستقبلات ن-مثيل-د-الأسبارتات إلى التهابٍ عصبي وتحفيزٍ زائدٍ محرضٍ بالغلوتامات والكالسيوم. ومع ذلك، قد تملك بعض المنبهات الأخرى تأثيرات وقائية عند استخدامها بجرعات مناسبة.
- سيليجيلين: أثبتت الأبحاث أنه يبطئ الترقي المبكر لمرض باركنسون، ويؤخر ظهور الإعاقة الناجمة عنه تسعة أشهر وسطيًا.[22][23]
- نيكوتين: بدا أنه يؤخر ظهور مرض باركنسون في دراسات شملت القرود والبشر.[22][23][24]
- كافيين: لوحظ دور الكافيين في الوقاية من مرض باركنسون. يحفز الكافيين تخليق الجلوتاثيون في الخلايا العصبية عن طريق تعزيز امتصاص السيستين، وهذا يقود للوقاية العصبية التي يوفرها.[25]